# Nyanser
Nyanser är en dansbandslåt om mogen kärlek, skriven av Rose-Marie Stråhle och först inspelad med Streaplers 1977 på albumet Drivin'. 
Låten fanns med på många svenska dansbands repertoarer under många år, och finns utgiven på skiva med bland andra Jigs (1977). , Vikingarna (1982) , Simons (1990).   och Lasse Stefanz (1995). Arrangemangen varierar beroende på band.
Vikingarna gjorde en nyinspelning av sin version 2004.
Anne-Lie Rydé tolkade låten 2010 på dansbandstributalbumet Dans på rosor .

### Fotnoter
1. ↑  ”Svensk mediedatabas”. http://smdb.kb.se/catalog/id/001892096. Läst 15 maj 2011.
2. ↑  ”Svensk mediedatabas”. http://smdb.kb.se/catalog/id/001886659. Läst 15 maj 2011.
3. ↑  ”Svensk mediedatabas”. http://smdb.kb.se/catalog/id/001475905. Läst 15 maj 2011.
4. ↑  ”Svensk mediedatabas”. http://smdb.kb.se/catalog/id/001475578. Läst 15 maj 2011.
5. ↑  ”Svensk mediedatabas”. http://smdb.kb.se/catalog/id/001507758. Läst 15 maj 2011.
6. ↑  ”Aftonbladet”. 25 maj 2004. http://www.aftonbladet.se/nojesbladet/kronikorer/article213083.ab?service=print. Läst 8 juli 2011.
7. ↑  Information i Svensk mediedatabas.